# John Coltrane

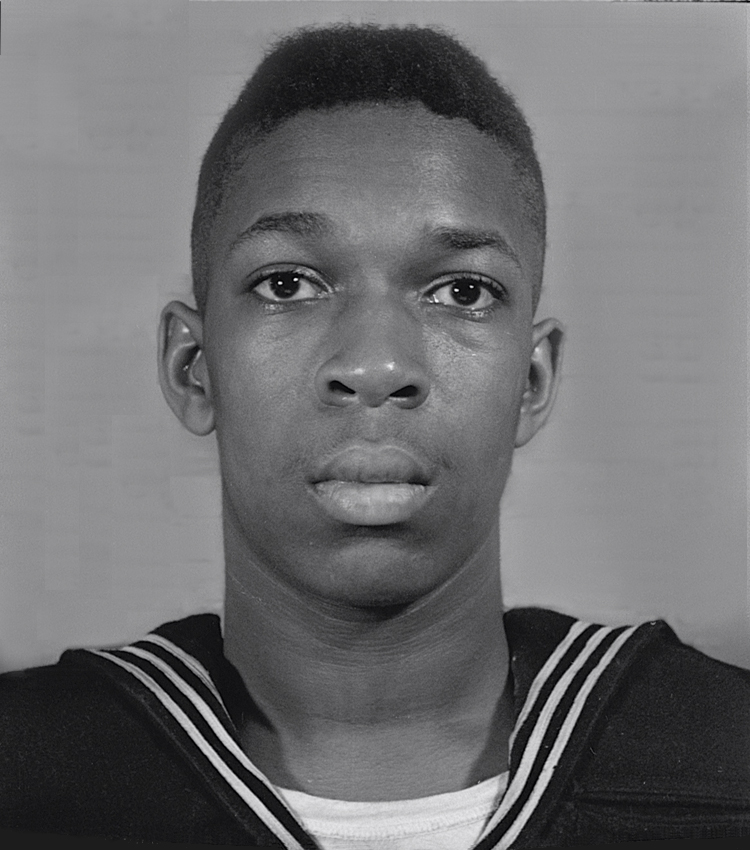
John Coltrane (1945)

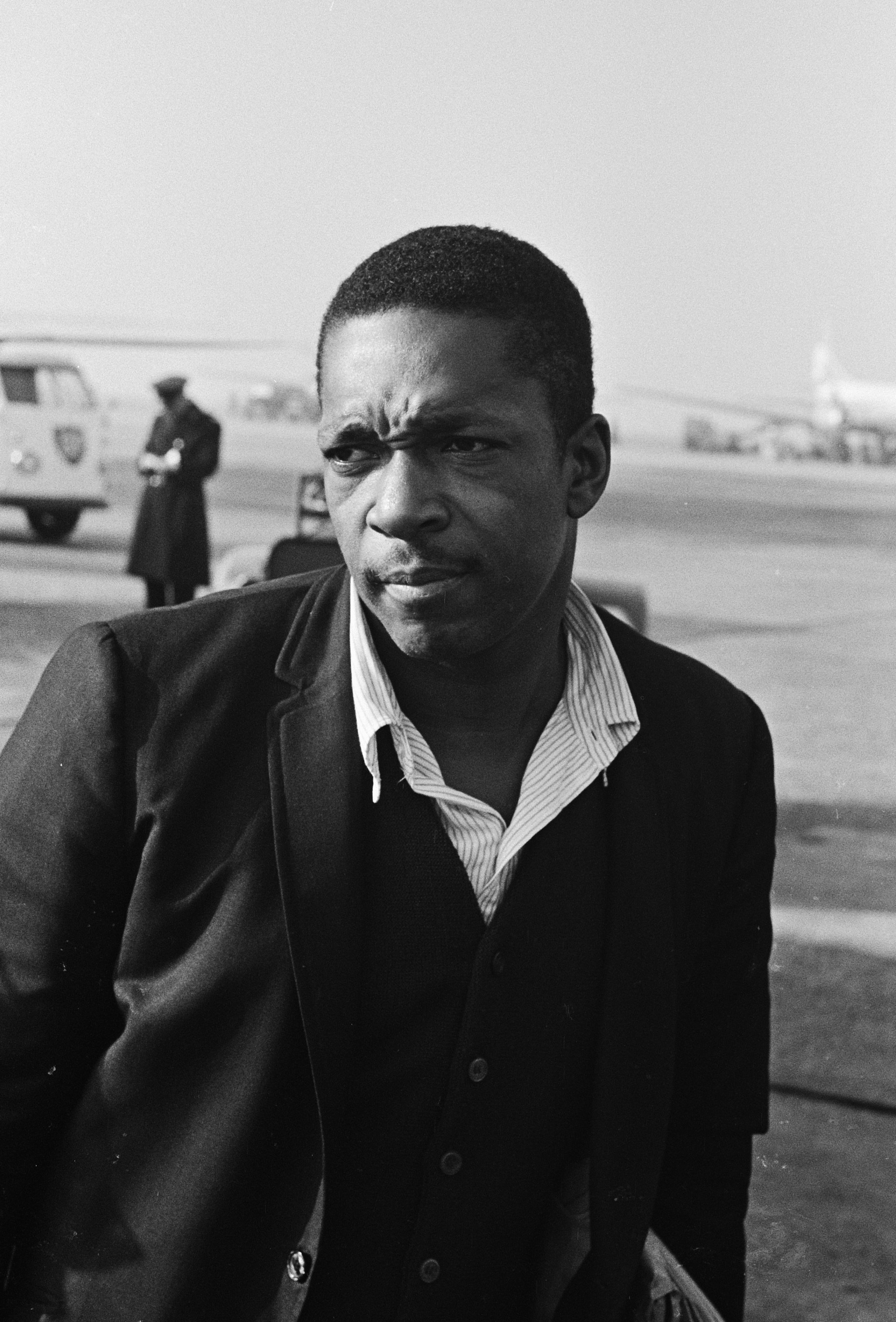
Coltrane, 1963

John William Coltrane (23 de setembre de 1926 – 17 de juliol de 1967) va ser un saxofonista i un compositor estatunidenc de jazz.
Encara que va estar en actiu ja abans de 1955, els seus millors anys van ser els que van de 1955 a 1967, període en el qual va donar una nova forma al jazz modern i va influir en generacions de músics. La quantitat d'enregistraments de Coltrane és sorprenent. En aquells dotze anys Coltrane va llançar unes cinquanta gravacions com a líder i en va aparéixer a dotzenes més dirigides per altres músics. Va morir de càncer de fetge a l'Hospital Huntington, Long Island (Nova York).
Generalment és tingut com un dels músics de jazz més importants i influents, i a més com un dels pocs innovadors de veritat del saxo tenor, junt amb Coleman Hawkins, Lester Young o Sonny Rollins, que van canviar completament les perspectives de l'instrument.

## Joventut
Coltrane va nàixer a Hamlet, Carolina del Nord (EUA) i va créixer a High Point, durant una època de segregació racial. Mentre feia setè grau, va haver de patir les morts de tres familiars molt propers: va perdre la seua tia, el seu avi i el seu pare. Va ser durant aquella època que Coltrane va començar a tocar i a practicar obsessivament.
Es va traslladar a Filadèlfia, Pennsilvània el juny de 1943.
Els seus primers anys va estar influït per l'educació tradicional del Sud dels Estats Units. És potser arran d'aquesta influència que la importància de la religió va afectar els últims anys de la seua carrera musical.
Va començar tocant el clarinet, però aviat es va interessar pel jazz i es va passar al saxo alt. Va ser enrolat a la Marina dels Estats Units el 1945 i va tornar a la vida civil el 1946. A la darreria dels anys quaranta va fer feines diverses fins que es va unir a la Big Band de Dizzy Gillespie el 1949 com saxo alt. Hi va restar fins que la banda es va trencar el maig de 1950 i es va passar al saxo tenor amb el grup més reduït de Gillespie fins a l'abril de 1951, quan va tornar cap a Filadèlfia per anar a l'institut.
A principis de 1952, Coltrane es va unir al grup d'Earl Bostic. El 1953, després de treballar amb Eddie Vinson, es va unir al grup de Johnny Hodges —que feia un xicotet descans com a membre de l'orquestra de Duke Ellington — i hi va estar fins a mitjans de 1954.

## El primer quintet de Miles Davis
Tot i que hi ha enregistraments des de 1946, Coltrane va rebre poc reconeixement fins al 1955.
Estava tocant pel seu compte, durant l'estiu de 1955, quan va ser cridat pel trompetista Miles Davis. Davis, l'èxit del qual durant els darrers quaranta havia estat seguit per uns quants anys de baixada, era de nou en actiu i estava a punt de formar un quintet. Coltrane va estar amb la primera edició del grup de Davis des de l'octubre de 1955 fins a l'abril de 1957 (amb una xicoteta absència), un període durant el qual van aparéixer discos influents de Davis i els primers senyals de la creixent habilitat de Coltrane. Aquest primer Quintet clàssic —la millor mostra del qual són dos enregistraments maratonians fets per al segell Prestige el 1956— es va desfer a mitjan abril del 1957 en part per culpa de la problemàtica addicció de Coltrane a l'heroïna. Coltrane aprofitaria molt d'allò que havia après amb Davis i John Gilmore a l'hora de portar els seus propis grups: permetent als músics fer solos i improvisar amb les seues pròpies sensibilitats i, al mateix temps, evitant comprometre el compromís amb el públic i mantenint-se al marge de la premsa. L'estil de Coltrane en aquell moment era loquaç i els crítics deien que la seua manera de tocar era enrabiada i aspra. Harry Frost va dir que els solos de Coltrane eren "ràfegues allargades el doble i notables per la seua manca de direcció".
Durant la darrera part de 1957 Coltrane va treballar amb Thelonious Monk al New York's Five Spot, una actuació llegendària. La seua música durant aquest període mostra una evolució ràpida i tremenda. Això és ben documentat gràcies als seus enregistraments per a Prestige Records, ja siga com a sideman (acompanyant) ja siga com a líder. El gener de 1958, després de deixar l'heroïna i experimentar una epifania espiritual que el portaria a concentrar-se completament en la seua música, es va tornar a unir a Miles, amb qui va romandre fins a 1960, normalment tocant en un sextet al costat del saxofonista alt Cannonball Adderley i el bateria Philly Joe Jones. Durant aquest temps va participar en enregistraments de Miles Davis com ara els que van donar lloc a àlbums com Milestones o Kind of Blue. I en va fer els seues propis, també molt influents (en són exemple Blue Train i Giant Steps).
L'octubre de 1958 el crític de jazz Ira Gitler va encunyar el terme planxes de so (sheets of sound) per a l'estil únic de Coltrane durant aquest període amb Davis. La seua manera de tocar era comprimida, com si el solo sencer passés en uns pocs segons, amb un temps triple o quàdruple caient en centenars de notes per minut. Cap al final de la seua estada amb Davis, Coltrane va començar a tocar el saxo soprano, un canvi poc convencional, si tenim en compte com era de passat de moda aquest instrument aleshores. El seu interès naix de l'admiració que tenia a Sidney Bechet i al treball del seu contemporani Steve Lacy. El canvi radical en el seu estil de tenor després de deixar el grup de Davis va ser degut parcialment a un problema amb l'embocadura i l'agut dolor a les genives, una altra possible raó per a prendre el soprano, amb el qual Coltrane, normalment, tocava "més ràpid".

## El Quartet de Coltrane
Coltrane va formar un quartet el 1960. Després d'anar canviant de músics (Steve Kuhn, Pete Laroca o Billy Higgins) la formació es va acabar estabilitzant amb el pianista McCoy Tyner, el baixista Steve Davis i el bateria Elvin Jones. Cap a principis de 1961, Steve Davis va ser reemplaçat per Reggie Workman. Per la mateixa època, Eric Dolphy es va unir al grup. El quintet va gravar un famós concert el novembre de 1961 al Village Vanguard prova de la nova direcció musical presa. Era la música més experimental que mai no havia tocat fins aleshores. Una música influïda per les ragas de l'Índia, el nous desenvolupaments del jazz modal i l'expansiu free-jazz.
Durant aquest període, molts crítics veien Coltrane com un intèrpret interessant i virtuós però una mica estèril. Va ser escridassat pel públic durant el final de la gira amb Davis. El 1961 la revista Down Beat el va acusar, junt amb Eric Dolphy, de fer "Anti-Jazz" en un article que va deixar desconcertats i molestos els músics. Coltrane va reconèixer que molts dels seus solos del principi eren basats sobretot en idees tècniques. A més, la manera de tocar de Dolphy, angulosa i irregular, el van fer guanyar una reputació com a capdavanter de la "New Thing", moviment liderat per Ornette Coleman, que era també denigrat per alguns músics de jazz.
El 1962 Jimmy Garrison va substituir Workman i a principis d'any va marxar Eric Dolphy. L'anomenat "Quartet Clàssic" amb McCoy Tyner, Garrison i Elvin Jones va fer un treball de recerca espiritual. Coltrane ràpidament va desenvolupar un estil de tenor abrupte, de vegades espontàniament agressiu que tenia tota la densitat de Giant Steps, però res de les seues estructures formals. Va ser aquest grup el que va fer el conegut A Love Supreme el 1964.
Després d'acabar el seu contracte amb la discogràfica Atlantic Records, el maig de 1961 amb l'àlbum Ole, Coltrane s'unia a la debutant Impulse!.
Les crítiques al quintet amb Eric Dolphy potser van influir en Coltrane. Comparades amb del radicalisme del Coltrane de 1961 i les gravacions al Village Vanguard, els discos en estudi de 1962 i 1963 eren molt més conservadors i accessibles. Va fer un àlbum de balades. I va participar en col·laboracions amb Duke Ellington i Johnny Hartman. Ballads és un magnífic exemple de la versatitilitat de Coltrane i de la seua capacitat d'abordar diverses formes de jazz i alhora mantenir la capacitat de veure les antics standards d'una altra manera. N'és un exemple It's Easy to Remember. No obstant això, en concert el quartet va continuar amb els seus plantejaments exploradors i desafiadors.

## Free jazz
Durant els primers anys de la dècada del 1960 Coltrane va ser influït pels plantejaments modals de Miles Davis, el Free Jazz d'Ornette Coleman i la música de Ravi Shankar. Moltes d'aquestes influències ja poden escoltar-se a My Favorite Things, una versió de gairebé 14 minuts del clàssic de Rogers i Hammerstein i que el 1960 va ser tot un èxit sorpresa. Coltrane va continuar tocant aquest tema tot al llarg de la resta de la seua carrera, amb versions cada vegada més abstractes i amb només una semblança a la cançó original cada vegada més dèbil. L'èxit de Coltrane va ser fenomenal per al món del jazz de l'època.
L'enregistrament d'A Love Supreme el desembre de 1964 va ser un moment decisiu en la carrera de Coltrane. Era molt més espiriual que no les gravacions en estudi dels darrers tres anys. De fet, mostrava per primera vegada l'espiritualitat que caracteritzaria la seua manera de tocar des de 1965 a 1967. La seua concepció —una suite en quatre parts sense interrupcions— influiria molt en les futures composicions de Coltrane. Hi apareixia també l'atonalisme de les darreres gravacions free (com ara Ascension). Malgrat el seu contingut musicalment desafiador, però, l'àlbum va ser tot un èxit comercial si tenim en compte les vendes de jazz de l'època. N'hi ha un conegut enregistrament en directe fet després (a Juan-Les-Pins, el juliol de 1965) que ofereix un contrast interessant amb l'original i alhora mostra com la música de Coltrane s'havia anat fent més arriscada.
El darrer període musical de Coltrane es caracteritza per un interès creixent pel free jazz que encetaven músics com ara Cecil Taylor o Albert Ayler, que el va influir en l'estil del seu darrer període. De fet, Coltrane va protegir molts joves músics de free jazz (Archie Shepp, posem per cas) i, baix la seua guia, Impulse! va esdevenir la companyia capdavantera del free jazz.
Després d'enregistrar A Love Supreme, la influència d'Ayler es va fer més important. Un seguit d'enregistraments de la primera meitat de 1965 amb el Quartet Clàssic mostra un Coltrane cada vegada més abstracte i dissonant. En l'estudi, es va concentrar més en el saxo tenor que no en el soprano. A més, la resta de membres del quartet responien a la manera de tocar del líder, fent-ho ells, al seu torn, amb una cada vegada més gran llibertat. Aquesta evolució pot ser vista resseguint els enregistraments de l'època: The John Coltrane Quartet Plays, Dear Old Stockholm (tots dos de maig de 1965), Living Space, Transition (juny de 1965), New Thing at Newport (juliol de 1965), Sun Ship (agost de 1965) i First Meditations (setembre).
Una vegada Coltrane va anar tan lluny com va poder amb el Quartet, va començar a augmentar-lo amb altres músics. Ja el juny de 1965 havia enregistrat Ascension —una llarga peça de 40 minuts que a més dels arriscats solos, incloïa seccions d'improvisació col·lectiva— amb una dotzena de músics, entre els quals hi havia Shepp, Pharoah Sanders, Freddie Hubbard, Marion Brown i John Tchicai. Tot i que va tornar a gravar amb el Quartet durant uns mesos, Coltrane va acabar invitant Pharoah Sanders a afegir-se a la banda el setembre de 1965.
D'alguna manera, Sanders era un dels saxofonistes més agressius de l'època.
Coltrane, que acostumava sovint a rebufar com a punt d'exclamació emocional, es va sentir atret pels solos de Sanders, sovint autèntiques orgies de revelacions i xiscles basades en aquestes rebufades. Una influència també important en aquest darrer període va ser John Gilmore, saxofonista de Sun Ra. Sembla que, després d'escoltar una actuació seua, Coltrane va dir: "El té. Gilmore té el concepte". Coltrane en va prendre lliçons d'una manera informal i el seu "Chasin' the 'Trane" (1961) n'és fortament inspirat.
Cap a la tardor de 1965, Coltrane havia anat augmentant el seu grup amb Sanders i altres músics de free jazz. Rashied Ali s'hi va afegir com segon bateria. Afirmant que era incapaç d'escoltar-se per damunt de dos bateristes, Tyner va abandonar el grup poc després d'enregistrar Meditations. Elvin Jones se'n va anar a principis de 1966, descontent d'haver de compartir les funcions de bateria amb Ali. És possible que tots dos estiguessen en desacord amb la nova direcció musical.
Va ser també el 1965 que Coltrane va començar a consumir LSD, la qual cosa explicaria la transcendència sublim i "còsmica" d'aquest darrer període i també la impossibilitat de comprendre'l de molts oients. Després que Jones i Tyner se'n van anar, Coltrane va muntar un quintet amb Pharoah Sanders al saxo tenor, Alice Coltrane, la seua nova dona, al piano, Jimmy Garrison al contrabaix i Rashied Ali a la bateria.
Nat Hentoff va descriure Coltrane i Sanders com parlant llengües, una interpretació interessant que tenia a veure amb l'educació de Coltrane al Sud dels Estats Units. Els xiscles, sobretot, poden ser comparats a les cadències dels predicadors negres als púlpits.
Malgrat el radicalisme de la secció de vent, la rítmica amb Ali i Alice Coltrane tenia un aspecte molt diferent, més relaxat que quan hi tocaven Jones i Tyner. Aquest grup pot ser escoltat a molts enregistraments des de 1966. L'any 1967, Coltrane va anar a l'estudi moltes vegades. Malgrat l'enregistrament amb duo amb Sanders (tots dos a la flauta) de To be, molts àlbums d'aquella època són amb el Quartet, sense Sanders (Expression i Stellar Regions) o només amb Ali. Els darrers exemples d'aquests duos apareixen a l'àlbum Interstellar Space i són considerants el millor del que Coltrane va enregistrar cap a la fi de la seua carrera.
A hores d'ara, la major part d'oients de casual jazz (i alguns dels que es descriuen com a músics tradicionalistes, Wynton Marsalis, posem per cas) consideren aquest darrer període de Coltrane inescoltable. Tanmateix, molts enregistraments —entre els quals Ascencion, Meditations o el pòstum Interstellar Space— són generalment considerats obres mestres. Moltes de les innovacions de Coltrane han estat incorporades pel moviment de jazz fusió, disminuint, això sí, la càrrega d'enfervoriment espiritual i la seriositat. I molts guitarristes de rock com Jimi Hendrix prendrien, junt amb el Blues, el treball de Coltrane com a inspiració.
Coltrane va morir de càncer de fetge a l'Hospital Huntington, Long Island (Nova York) el 17 de juliol de 1967, a d'edat de 40 anys. Potser el consum abusiu d'alcohol i heroïna en van ser la causa. El 1968 Ayler va declarar en una entrevista que Coltrane estava consultant un sanador meditatiu hindú i substituint així la medicina occidental. El tractament convencional podria haver estat inefectiu.
La gran influència de Coltrane en el jazz (ja siga en el mainstream on l'avant-garde) va començar durant la seua vida i va continuar creixent després de la seua mort. Ell és una de les influències dominants en les saxofonistes de jazz de després dels anys seixanta.
Coltrane va ser també un pioner a l'hora de tocar només acompanyat d'un bateria (primer amb Elvin Jones i després amb Rashied Ali).
El seu fill, Ravi Coltrane, ha continuat les passes del seu pare i és saxofonista. La seua vídua, Alice Coltrane, va tornar a la música poc abans de morir, després d'estar-se'n apartada durant dècades.

## Discos més importants
Com a líder:
- Blue Train (1957)
- Giant Steps (1959)[9]
- My Favorite Things (1960)
- Coltrane Plays the Blues (1960)
- Olé Coltrane (1961)
- Live! at the Village Vanguard (1961)
- Africa/Brass (1961)
- Live at Birdland (1962)
- Ballads (1962)
- Impressions (1963)
- Live at Birdland (1963)
- Newport '63 (1963), (pòstum)
- Crescent (1964)
- A Love Supreme (1964)
- Transition (1965)
- Ascension (1965)
- Om (1965)
- Meditations (1965)
- Live! at the Village Vanguard Again (1966)
- Stellar Regions (1967, pòstum)
- Interstellar Space (1967, pòstum)

Sota Miles Davis:
- 'Round About Midnight (1955)
- Workin' (1956)
- Steamin' (1956)
- Relaxin' (1956)
- Cookin' (1956)
- Milestones (1958)
- Kind of Blue (1959)